# Wervik
Wervik é um município da província belga de Flandres Ocidental. O município compreende a cidade de Werwik e a vila de  Geluwe. Em 1 de Janeiro de 2006, o município de Werwik tinha uma população de 17.607 habitantes, uma área total de 43,61 km² e uma densidade populacional de  404 habitantes por km².  A área do município é famosa pelo seu excelente tabaco e pelo museu a ele dedicado.

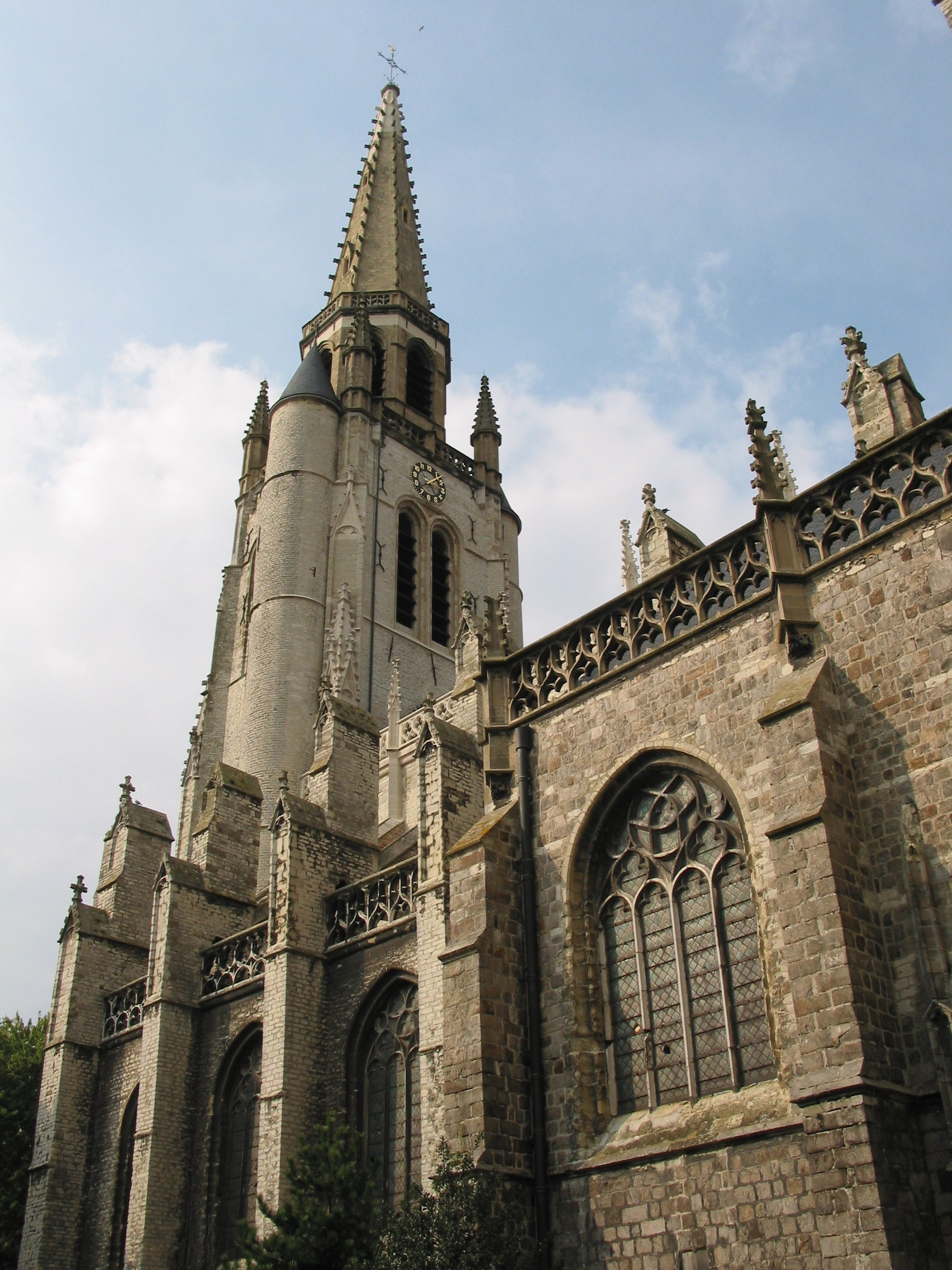
Igreja de Wervik

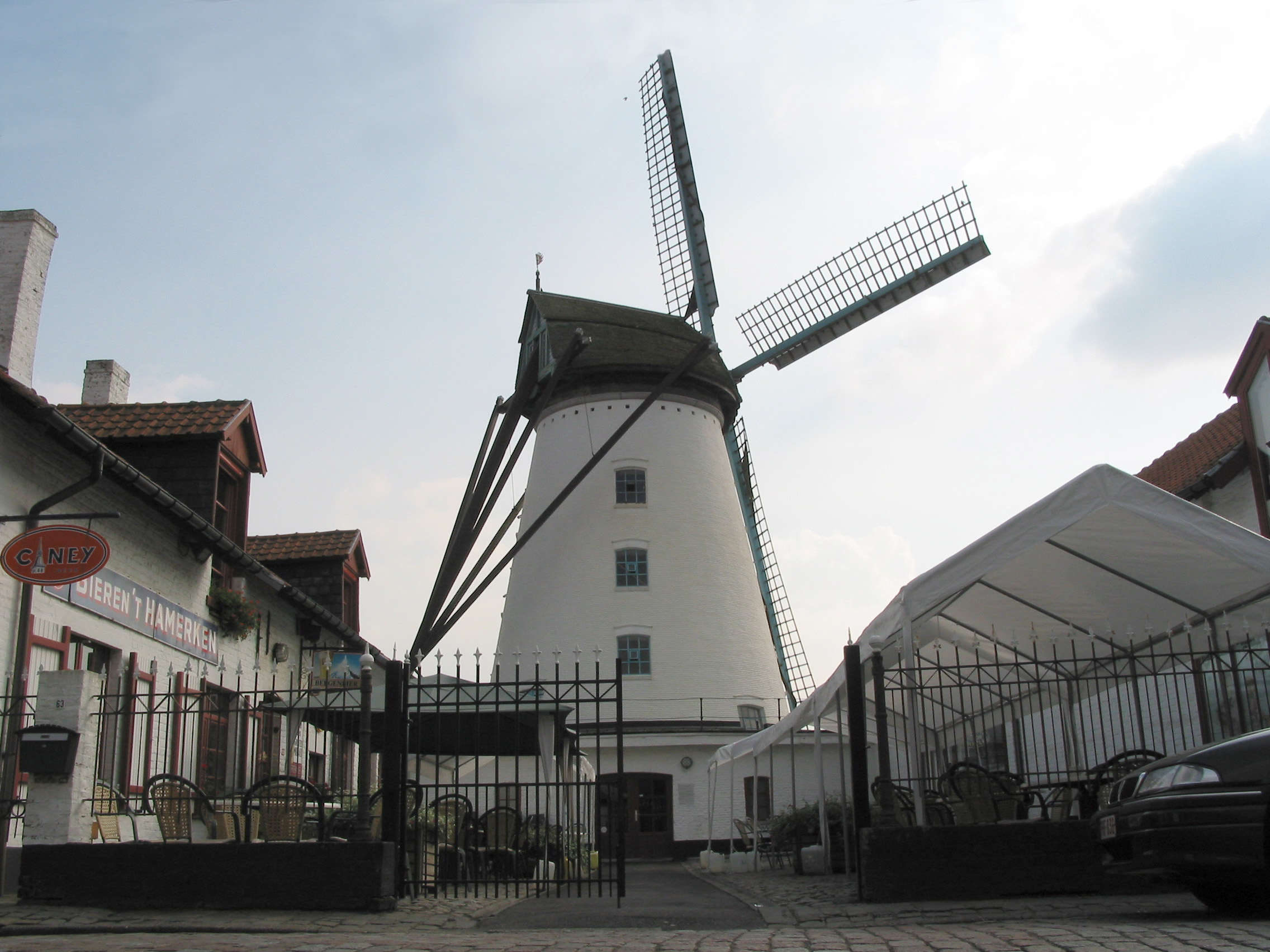
Velho moinho de vento.

## História
Wervik tem uma história que data à Era Romana. De acordo com a crença popular, um pequeno templo dedicado ao deus Marte foi construído naquela que é hoje a Praça de Saint Maarten (St-Maartensplein em neerlandês). Na Idade Média, Werwik foi um importante centro têxtil. Depois das cidades de Ypres, Bruges e  Ghent começaram a delinar de importância, Wervik  tornou-se mais importante. Em 1382, a cidade foi destruída e lentamente perdeu a sua importância de outrora. Na Guerra entre as Províncias Unidas e a Espanha, toda a cidade foi destruída pelo fogo e a população abandonou a cidade.  Em 1713, a cidade foi dividida: a parte norte que conservou o seu nome original passou para os austríacos, é agora parte integrante da Bélgica;  a parte sul passou para o controlo francês, com o nome de Wervicq-Sud, que continua hoje em dia fazendo parte daquele país.

## Pessoas famosas nascidas em Werwik
- Wim Delvoye, artista
- Yves Leterme, político, primeiro-ministro da Flandres
- Ronny Coutteure, actor